# Deir el-Medina

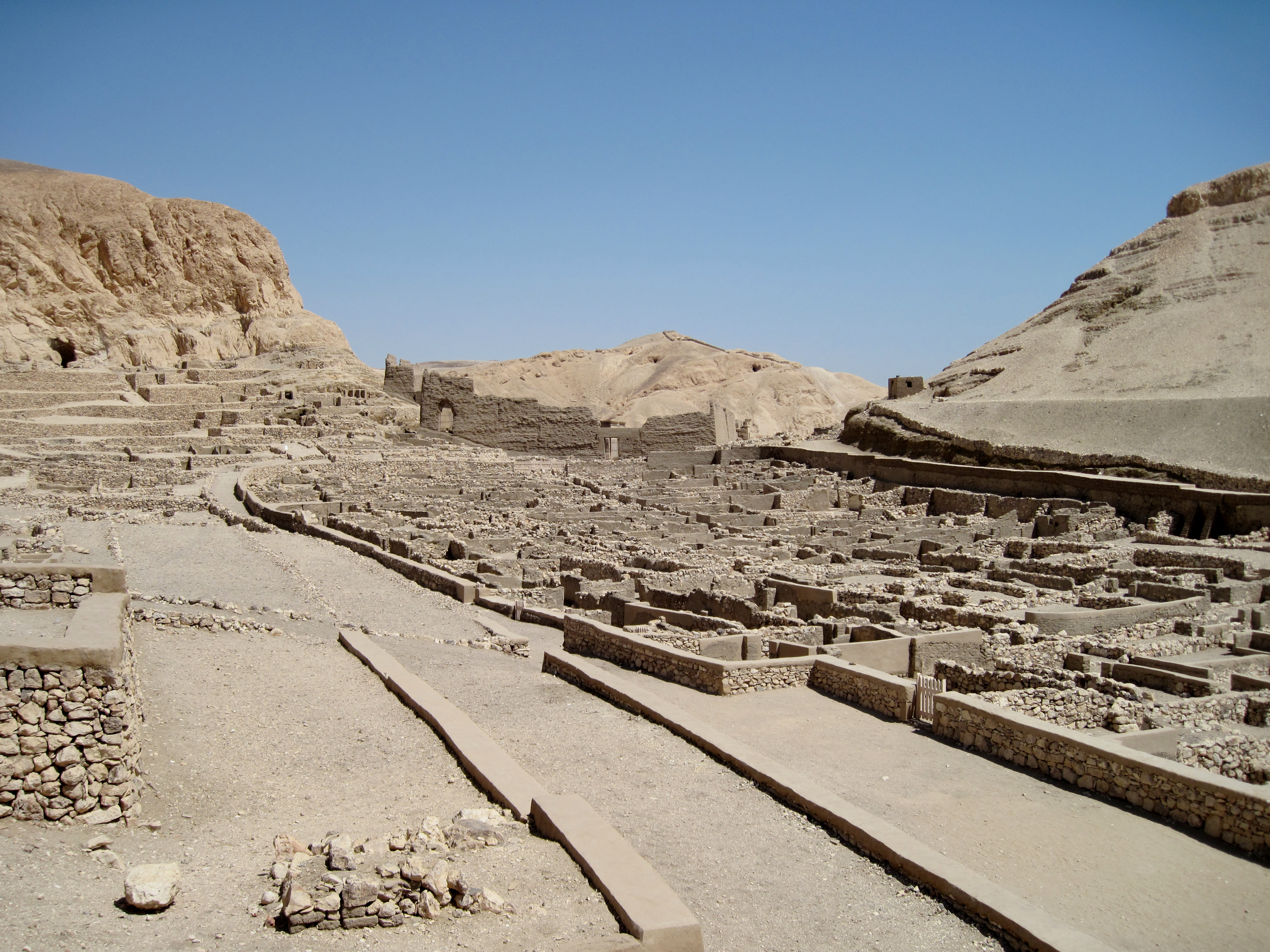
Ansicht Deir el-Medinas von Südwesten

Deir el-Medina (arabisch دير المدينة, DMG Dair al-Madīna ‚Kloster der Stadt‘) nennt man die Ruinen einer Arbeitersiedlung des antiken Theben in Ägypten. Zahlreiche überlieferte Texte beleuchten den Alltag der Siedlung.

## Name
Die ägyptische Bezeichnung für die Siedlung war schlicht Pa-Demi (𓅯𓄿𓂧𓏇𓊖 p3-dmj) ‚das Dorf‘. Einen hier lebenden Arbeiter nannte man Sedjem-ash em Set Maat (sḏm-ˁš m st m3ˁt) ‚Diener im Ort der Wahrheit‘; die gesamte Anlage Set Maat (st m3ˁt) ‚Ort der Wahrheit/der Weltordnung‘ oder Pa-Kher (p3-ḫr) ‚das Grab/die Nekropole‘. Die arabische Bezeichnung Deir el-Medina (deutsch ‚Kloster der Stadt‘) bezieht sich auf eine koptische Siedlung am Rand von Medinet Habu (koptisch Djeme) mit Kirche und Kloster; die Kirche wurde auf den Ruinen des Hathor-Tempels bei der Arbeitersiedlung errichtet.

## Geschichte

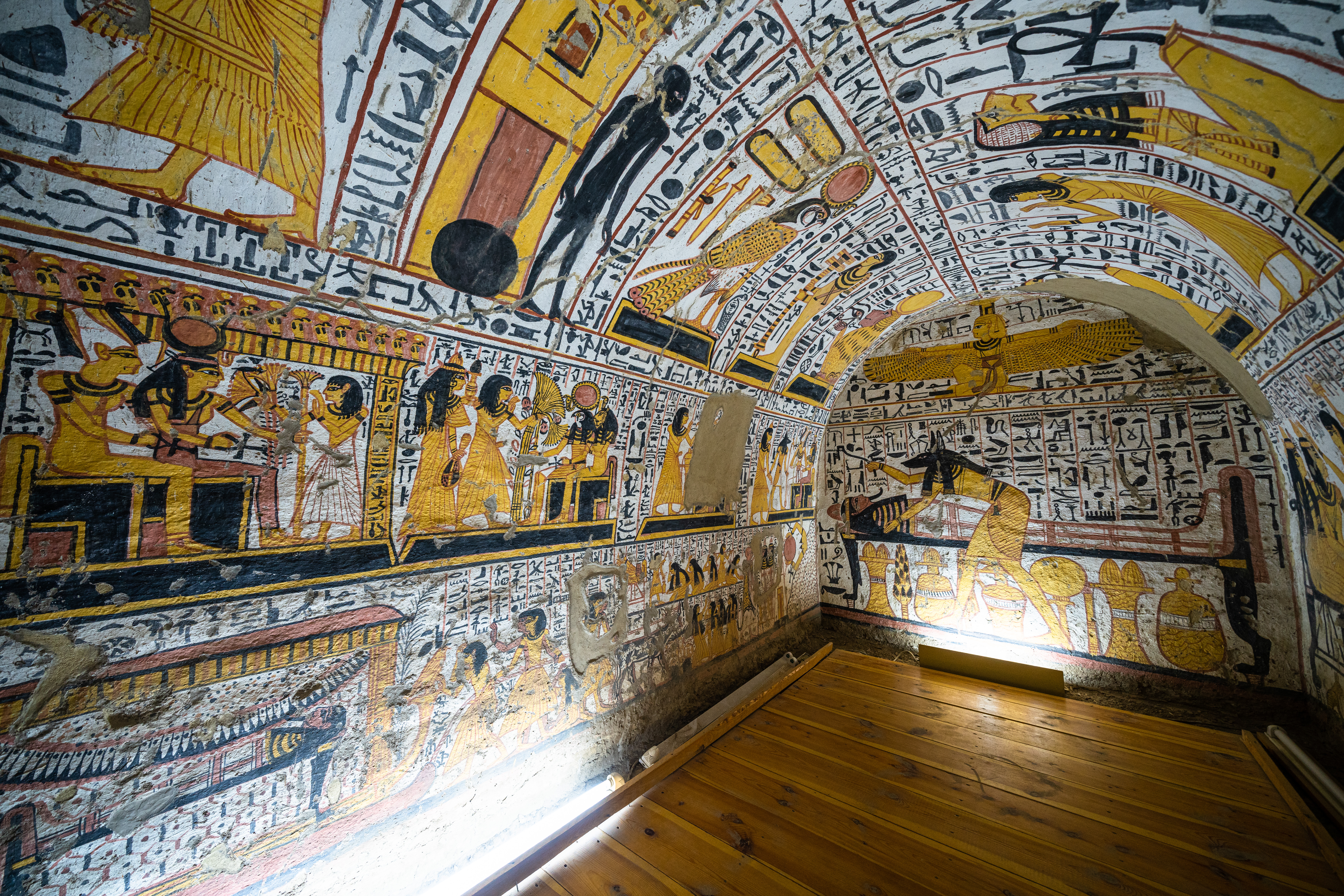
Grabkammer des Nebenmaat in Deir el-Medina (TT219)

Die Arbeitersiedlung im Süden von Theben-West wurde unter der Regentschaft des Königs Amenophis I. und seiner Mutter Ahmose-Nefertari begründet. Hier lebten die Arbeiter und Künstler, welche die Gräber im Tal der Könige in der Antike schufen, mit ihren Familien. Manche von ihnen wurden in eigenen Gräbern beigesetzt.
Die Siedlung war etwa von 1520 bis 1069 v. Chr. bewohnt, mit einer Unterbrechung unter Echnaton 1350 bis 1334 v. Chr. Beaufsichtigt wurde sie vom Wesir. Im Jahr 1159 v. Chr. fand hier der erste dokumentierte Streik der Menschheitsgeschichte statt.
Die Siedlung liefert Archäologen sowie Ägyptologen Informationen über das Alltagsleben einfacher Leute. Hier lebten und wirkten unter anderem der Verbrecher Paneb, der Schreiber Ramose, sein Nachfolger und Adoptivsohn Kenherchepechef und dessen Ehefrau Naunachte.

## Baudetails

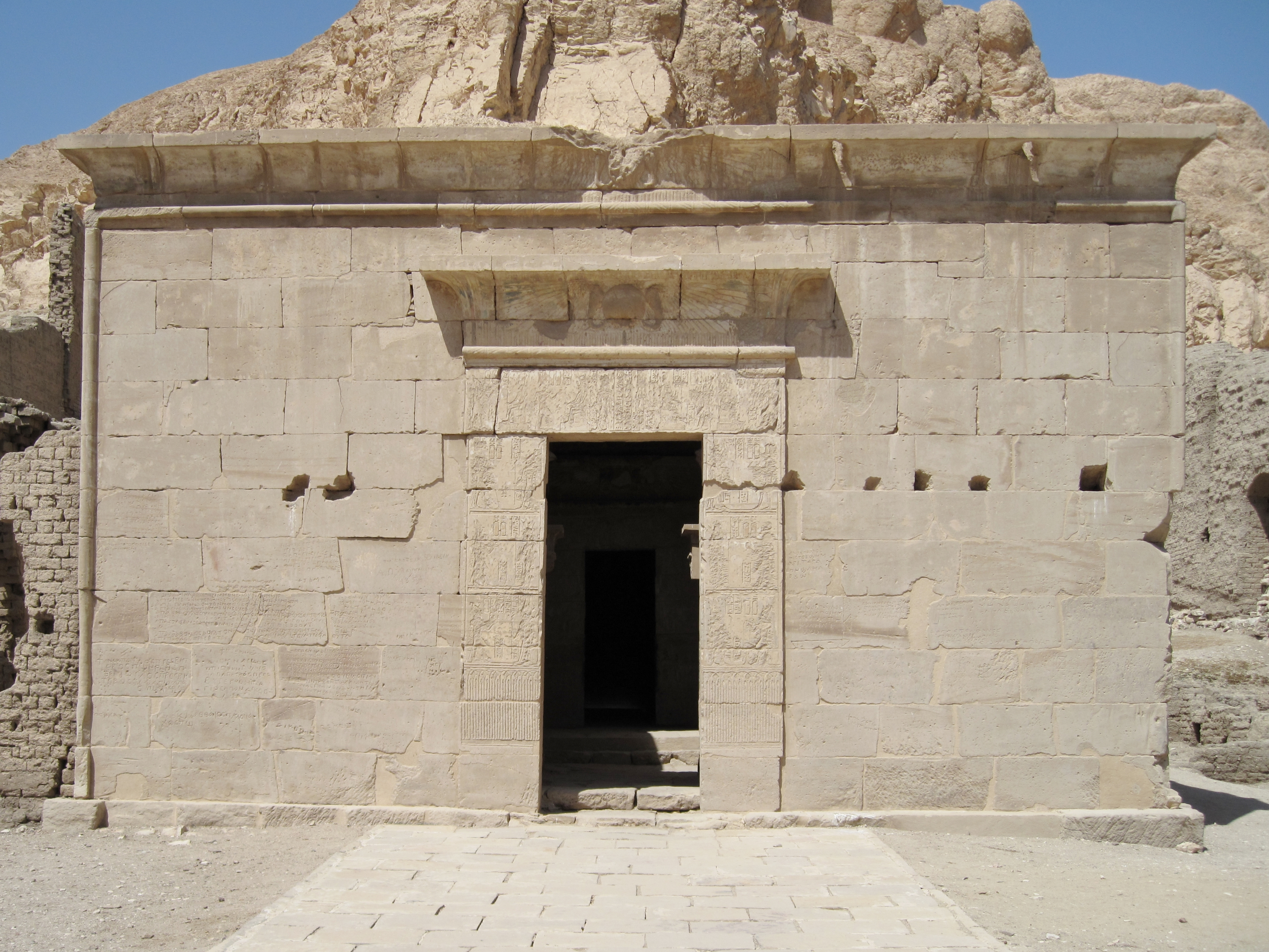
Hathor-Tempel von Deir el-Medina

Nördlich der Arbeitersiedlung befindet sich ein kleiner Tempel der Göttin Hathor aus der Ptolemäerzeit, der lange von koptischen Mönchen genutzt wurde.
Viele Grundmauern kleinerer Tempel der Göttin Hathor befinden sich unterhalb oder neben dem Großen Hathortempel, unter anderem von Sethos I. und von Amenophis I. Östlich der Tempel der Hathor befand sich einst ein deutlich kleineres Heiligtum des Amun, Entstehungszeit etwa zur Zeit Ramses II.
Etwa 200 m nordöstlich des Tempels befindet sich ein Schacht, aus welchem über 5.000 Ostraka geborgen wurden, darunter private Briefe, Abrechnungen, Skizzen und Gerichtsprotokolle. Dieser Fund hat sehr zur Erforschung der damaligen Verhältnisse der Bewohner und zum Gesamtverständnis des Lebens der Bevölkerung im Alten Ägypten beigetragen.
Direkt westlich und östlich neben der Siedlung befinden sich die Friedhöfe der Arbeiter. Die Gräber stammen aus der 18., 19. und 20. Dynastie. Die Wände sind mit Malereien geschmückt, die in der Qualität ihrer Ausführung an die Königsgräber jener Zeit heranreichen und dadurch den damaligen Standard der Adelsgräber Westthebens übertreffen.

## Erforschung
Es sind 68 Hausgrundmauern freigelegt worden. Zu besonderer Berühmtheit gelangte das Grab des Sennedjem, welches am 2. Februar 1886 von Gaston Maspero entdeckt wurde. Heute trägt es den Namen TT1. Systematische Ausgrabungen fanden vor allem in den 1920er Jahren unter der Leitung von Bernard Bruyère statt. In den Nekropolen fand er zahlreich unberaubte Gräber, darunter das Grab des Sennefer (Grabnummer 1159 A).

### Fundstücke
- Turiner Papyrus
- Turiner erotischer Papyrus